# Pub crawl
Il pub crawl è l'azione di una o più persone di bere alcolici in diversi pub nell'arco di una sola serata, solitamente muovendosi da un pub all'altro a piedi. Esistono organizzazioni, soprattutto di americani in Europa, che gestiscono alcuni famosi pub crawl dando appuntamento ai turisti in un luogo prestabilito dove iniziare a bere.
Normalmente il numero di pub visitati in un pub crawl è multiplo di 3: da un minimo di 3 ad un massimo di 18. L'orario tipico del pub crawl inizia dalle 20-21 fino all'1-2 di notte.

## Dettagli
Stando all'Oxford English Dictionary il termine (incluse le sue varianti) è in uso sin dalla fine del XIX secolo.
Molte città europee hanno pub crawl pubblici con la finalità di far incontrare turisti e le comunità locali di immigranti. L'obiettivo principale di questi pub crawl è quello di fare nuove conoscenze e conoscere nuovi bar in una città straniera.
Il più grande pub crawl della storia si è tenuto a Londra (2,278 partecipanti), in un evento organizzato da Tim The Tourman, entrando così nel Guinness dei primati.
In seguito al decesso di un ragazzo australiano caduto da un ponte sul Tevere dopo aver partecipato ad un tour partito da Piazza di Spagna, nella città di Roma, con ordinanza n. 86, è stata vietata la pratica dei pub crawl in alcuni periodi dell'anno. Tale ordinanza non è più in essere dal 2012. 

## Varianti
Vi sono anche molti pub crawl che attraggono molti partecipanti ogni weekend. Il Glasgow Subway "sub crawl" invita i partecipanti a bere ad un pub vicino ad ognuna delle stazioni lungo la tratta circolare.
Un evento simile è il Circle Line Pub Crawl di Londra, il quale riunisce principalmente emigranti neozelandesi nel Waitangi Day.
Molto singolare è anche il Monopoly Pub Crawl, che porta i partecipanti londinesi nei pub più vicini di ogni fermata che si trova lungo la strada del gioco del Monopoli.
A Brescia, dal 2015, un gruppo di persone organizza un pub crawl di 6 tappe chiamato Il Miglio Dorato, ispirato al film The World's End (E. Wright, 2013): come nel film viene seguito un itinerario prestabilito, grazie a una mappa distribuita ai partecipanti, ed una web-app permette di segnare dei punti per ogni birra bevuta, sbloccando badge e vincendo gadget. A Novara, dal 2019, viene organizzata una variante di pub crawl: in bicicletta. Chiamato semplicemente "Pub Crawl" (nel 2020 "Pub Crawl 2.0"), lo scopo è seguire una mappa di birrerie e locali condivisa tramite social, ma questa volta in bicicletta. Le tappe sono variabili anno dopo anno.  
A Garessio, nel cuneese, viene organizzato dal 2020 il "Miglio d'oro", una camminata di circa 2 km tra le vie del paese, andando a toccare fino a 10 bar, a seconda delle disponibilità, ed in ognuno è necessario consumare. Le varie edizioni hanno visto aumentare di molto la partecipazione, andando a toccare più di 400 unità.
I pub crawl non necessariamente devono essere eventi organizzati, ad esempio il Louisville Bambi Walk riunisce sin dagli anni 80 gruppi di amici, senza tuttavia avere una ben precisa organizzazione.
Il pub crawl sta diventando una popolare categoria turistica, a dimostrazione di ciò diversi tour operator inglesi propongono questo tipo di turismo con week end nell'Europa dell'Est; l'azienda turistica australiana Thirsty Swagman offre addirittura un pub crawl intorno al mondo.